# Сарибулак (Кербулацький район)
Сарибула́к (каз. Сарыбұлақ) — село у складі Кербулацького району Жетисуської області Казахстану. Входить до складу Сарибулацького сільського округу.
Населення — 39 осіб (2021; 100 у 2009, 48 у 1999, 124 у 1989).